# Wahlkreis Andernach
Der Wahlkreis Andernach (Wahlkreis 11) ist ein Landtagswahlkreis in Rheinland-Pfalz. Er umfasst die Stadt Andernach und die Verbandsgemeinden Pellenz und Mendig im Landkreis Mayen-Koblenz.

## Wahl 2021
Für die Landtagswahl 2021 traten folgende Kandidaten an:
| Direktkandidaten        | Partei           | Wahlkreisstimmen in % | Landesstimmen in % |
| ----------------------- | ---------------- | --------------------- | ------------------ |
| Clemens Hoch            | SPD              | 34,7 %                | 36,8 %             |
| Anette Moesta           | CDU              | 29,9 %                | 29,2 %             |
| Martin Esser            | AfD              | 8,4 %                 | 8,5 %              |
| Susanne Rausch-Preißler | FDP              | 4,6 %                 | 5,0 %              |
| Konrad Böhlein          | Grüne            | 9,7 %                 | 8,2 %              |
| Hubert Wölwer           | Die Linke        | 2,8 %                 | 2,2 %              |
| Christian Greiner       | Freie Wähler     | 10,0 %                | 5,1 %              |
| –                       | Piraten          | –                     | 0,6 %              |
| –                       | ÖDP              | –                     | 0,4 %              |
| –                       | Klimaliste       | –                     | 0,6 %              |
| –                       | Die PARTEI       | –                     | 1,0 %              |
| –                       | Tierschutzpartei | –                     | 1,8 %              |
| –                       | Volt             | –                     | 0,7 %              |

## Wahl 2016
Die Ergebnisse der Wahl zum 17. Landtag Rheinland-Pfalz vom 13. März 2016 :
| Direktkandidaten                             | Partei       | Wahlkreisstimmen | Landesstimmen |
| -------------------------------------------- | ------------ | ---------------- | ------------- |
| Clemens Hoch Mandatsverzicht am 18. Mai 2016 | SPD          | 37,6 %           | 37,1 %        |
| Hedi Thelen                                  | CDU          | 36,3 %           | 34,0 %        |
| Natascha Lentes                              | GRÜNE        | 5,8 %            | 4,6 %         |
| Alfred Nett                                  | FDP          | 5,0 %            | 5,6 %         |
| Katja Büchner                                | Freie Wähler | 3,9 %            | 2,0 %         |
| Uwe Junge                                    | AfD          | 11,5 %           | 11,7 %        |
| –                                            | Sonstige     | –                | 5,0 %         |
| Wahlberechtigte: 46.599 Einwohner            |              |                  |               |
| Wahlbeteiligung: 66,2 %                      |              |                  |               |

## Wahl 2011
Die Ergebnisse der Wahl zum 16. Landtag Rheinland-Pfalz vom 27. März 2011:
| Direktkandidaten                  | Partei    | Wahlkreisstimmen | Landesstimmen |
| --------------------------------- | --------- | ---------------- | ------------- |
| Clemens Hoch                      | SPD       | 39,9 %           | 36,1 %        |
| Hedi Thelen                       | CDU       | 41,8 %           | 39,6 %        |
| Jutta Schützdeller                | FDP       | 2,7 %            | 3,8 %         |
| Nicole Müller-Orth                | GRÜNE     | 11,0 %           | 13,6 %        |
| Klaus Schabronat                  | DIE LINKE | 3,4 %            | 2,7 %         |
| Johannes Bersch                   | REP       | 1,2 %            | 0,6 %         |
| –                                 | Sonstige  | –                | 3,6 %         |
| Wahlberechtigte: 46.853 Einwohner |           |                  |               |
| Wahlbeteiligung: 56,5 %           |           |                  |               |

- Hedi Thelen (CDU) wurde direkt gewählt.[5]
- Clemens Hoch (SPD) wurde über die Landesliste (Listenplatz 25) gewählt.[7]
- Nicole Müller-Orth (GRÜNE) (Listenplatz 19; Direktkandidatin im Wahlkreis Andernach) nahm als „Nachrückerin“ einen Sitz im Landtag ein, nachdem Eveline Lemke als Wirtschaftsministerin auf ihren Sitz (Listenplatz 1; Wahlkreis Remagen/Sinzig) im Parlament verzichtet hatte.[7][8]

## Wahl 2006
Die Ergebnisse der Wahl zum 15. Landtag Rheinland-Pfalz vom 26. März 2006:
| Direktkandidaten                  | Partei   | Wahlkreisstimmen | Landesstimmen |
| --------------------------------- | -------- | ---------------- | ------------- |
| Clemens Hoch                      | SPD      | 45,6 %           | 46,5 %        |
| Hedi Thelen                       | CDU      | 39,6 %           | 36,0 %        |
| Oliver Engels                     | FDP      | 6,3 %            | 7,1 %         |
| Ise Thomas                        | GRÜNE    | 4,9 %            | 4,0 %         |
| Hans Bersch                       | REP      | 1,8 %            | 1,2 %         |
| Ingo Neumann                      | WASG     | 1,7 %            | 1,6 %         |
| Sonstige                          | Sonstige | –                | 3,5 %         |
| Wahlberechtigte: 46.261 Einwohner |          |                  |               |
| Wahlbeteiligung: 55,0 %           |          |                  |               |

- 2006 wurde Clemens Hoch (SPD) aus Andernach direkt gewählt.[11] Er ist seit 2006 Mitglied des Landtags.
- Hedi Thelen (CDU) aus Plaidt wurde über die Landesliste (Listenplatz 19) in den Landtag gewählt.[11] Sie ist seit 1996 Mitglied des Landtags.

## Wahlkreissieger
| Wahl | Name           | Partei | Stimmenanteil |
| ---- | -------------- | ------ | ------------- |
| 1991 | Achim Hütten   | SPD    | 51,0 %        |
| 1996 | Hedi Thelen    | CDU    | 44,0 %        |
| 2001 | Gernot Mittler | SPD    | 46,4 %        |
| 2006 | Clemens Hoch   | SPD    | 45,6 %        |
| 2011 | Hedi Thelen    | CDU    | 41,8 %        |
| 2016 | Clemens Hoch   | SPD    | 37,6 %        |
| 2021 | Clemens Hoch   | SPD    | 34,7 %        |